# 宋應和
宋應和（1552年—？），字道達，號約斋，江西南昌府奉新縣人，民籍，明朝政治人物。

## 生平
萬曆元年（1573年）癸酉科江西鄉試第七十四名，曾任江西樂平縣學教谕，萬曆十四年（1586年）丙戌科會試三百四十三名，登三甲第二百五十四名進士。通政司观政，十五年十月授任福建兴化府推官，二十一年升刑部廣西司主事，二十五年升工部员外郎，管理临清砖厂，二十六年丁憂歸。二十九年起補原职，三十年升郎中，三十三年京察去職。

## 家族
曾祖宋岳，贈布政；祖父宋慶雲；父宋誥。母徐氏；繼母胡氏。慈侍下。兄應奎（选贡）、應期（司吏）、應舉（庠生）。弟應文。子士謙、士熹、士賢、士中、士章、士瞻。